# Tamegroute
Tamegroute, Tamgrout, Tamghrout ou Tamgrut (em árabe: تامكروت) é uma vila do sul de Marrocos, situada no vale do Drá, na antiga rota de Tombuctu, a cerca de 500 km a leste de Agadir e a 20 km a sudeste de Zagora, que faz parte da região de Drá-Tafilete (antes da reforma administrativa de 2015 fazia parte da antiga região de Souss-Massa-Drâa). Em 2004 tinha cerca de 4 000 habitantes.
A vila é formada por vários ksour (alcáceres) ligados entre si, no centro dos quais se encontra a Zauia Nacéria (ou Nasiriyya ou Naceria), sede da confraria ou ordem religiosa sufista, fundada pelo santo sufi Maomé ibne Nácer (Mohammed ibn Nasir ou ben Nacer ou Abu Nasr) que viveu no século XVII. A ordem foi uma das das mais influentes ordens sufistas e chegou a ser a maior do mundo islâmico. A zauia (complexo religioso) alberga uma rica biblioteca com mais de 4 000 volumes, cujas obras mais antigas datam do século XI e caligrafados com casca de noz, açafrão, hena ou ouro sobre pergaminhos de pele de gazela, que tratam de assuntos científicos, literários e religiosos.
Todos os anos Tamegroute é palco de um grande moussem (festival), realizado um mês depois do Eid ul-Adha (Festa do Sacrifício) em honra de Sidi Maomé ibne Nácer. Outras das atrações turísticas, além da paisagem montanhosa e desértica que já anuncia o Saara, são as grandes dunas (erg) de Tinfou, situadas junto da aldeia homónima a cerca de 5 km da vila.

## Zauia Naciria
Tamegroute é um centro religioso desde o século XI. Em 1575-76, Abu Hafes Omar ibne Amade Alançari (Abu Hafs Umar b. Ahmed al Ansari) deu fama à escola religiosa de Tamegroute. A Zauia Nacéria foi fundada no século XVII como sede da irmandade sufista do mesmo nome. A ordem Nacíria deve o seu nome e reputação ao seu fundador, Sidi Maomé ibne Nácer (1603-1674), que dirigiu o ensino religioso em Tamegroute na década de 1640. Desde essa época que os líderes da zauia são descendentes de ibne Nácer, passando o cargo de pai para filho, sem interrupção até aos dias de hoje.
Maomé ibne Nácer foi um teólogo, académico e médico, que se interessou especialmente por doenças mentais. Escreveu diversos livros de fiqh (jurisprudência islâmica), alguma poesia e centenas de tratados e cartas e tratados sobre lei islâmica. Maomé ibne Nácer seguiu e estendeu os ensinamentos da tariqa (fraterninade islâmica) Chadhiliyya, e sob a sua liderança a Zauia Nacéria tornou-se a principal zauia do Islão sufista no Magrebe, com diversos ramos em diferentes partes de Marrocos, nomeadamente a zauia de Irazan, no vale do Suz, onde 500 estudantes eram financiados pela irmandade.

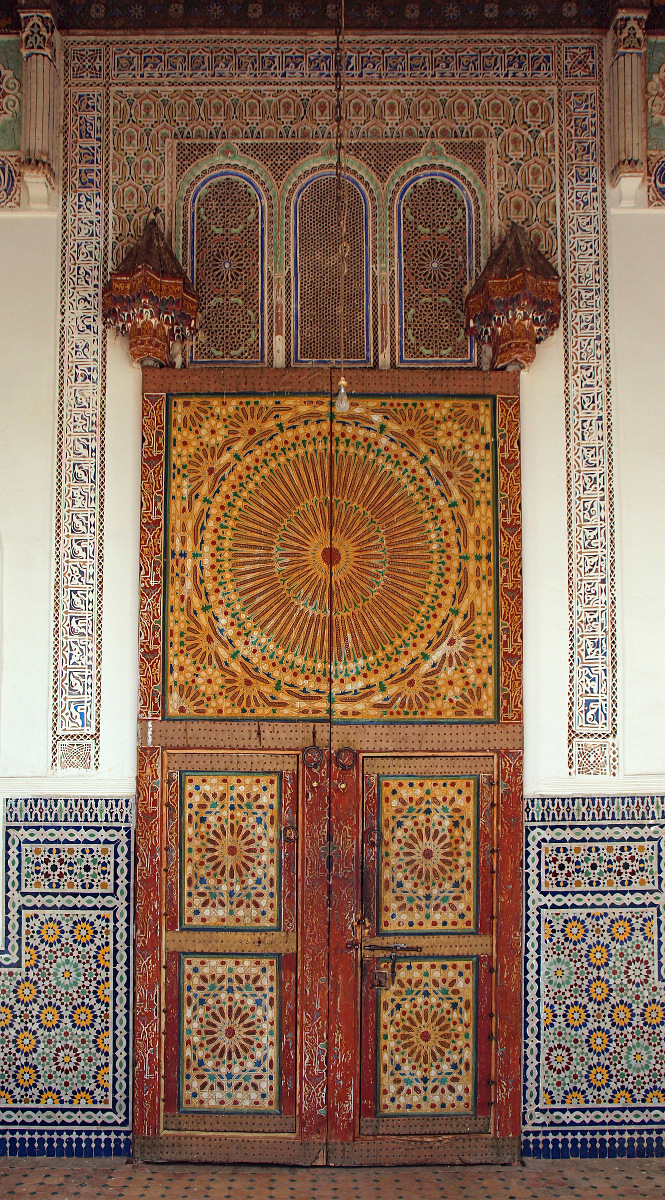
Porta do túmulo do fundador da Zauia Naciria

Maomé ibne Nácer foi sucedido pelo seu filho Amade (1647–1717), que fez seis peregrinações a Meca, transformando cada uma delas em viagens com a duração de vários anos. Sidi Ahmed bin Nasir (ou ben Nacer) visitou o Egito, Etiópia, Arábia, Iraque e a Pérsia. Durante as suas viagens estabeleceu novos ramos da sua ordem sufista. Escreveu memórias volumosas dessas viagens a que chamou Rihla, que foi parcialmente traduzida pelo arabista francês Adrien Berbrugger em 1846, e levou para Tamegroute numerosas obras de todas as partes do mundo islâmico. Ainda no século XVII, a ordem Nacériadecidiu fundar uma universidade corânica, a qual recebeu, logo no início, mais de 1 500 estudantes de várias partes da África Ocidental e do Médio Oriente.
Quando Ahmed bin Nasir morreu, a biblioteca (em árabe: khizana habsia) de Tamegroute, com os seus milhares de manuscritos, era uma das mais ricas do Norte de África. Alguns belos exemplos desses manuscritos (cerca de 4 200) ainda estão em exposição na zauia atualmente e atraem muitos visitantes de Marrocos e do estrangeiro. Entre eles, encontra-se um Alcorão do século XIV em caligrafia cúfica, escritos de Avicena (980–1037), Averróis (1126–1198), Alcuarismi (780–850), uma tradução da obra de Pitágoras e tratados de teologia, astronomia, astrologia, matemática, geografia e farmacologia. A consulta das obras da biblioteca requer uma autorização do governo marroquino, a qual só permite a manipulação dos livros dentro da biblioteca.  A biblioteca chegou a ser a maior de Marrocos, com um acervo de 40 000 obras. O facto de atualmente ter muito menos obras deve-se principalmente a grande parte do seu antigo espólio ter sido disperso por outras bibliotecas e não tanto a destruição ou roubos.
Houve outros xeques da irmandade Nasiriyya também tiveram papéis importantes como líderes religiosos e culturais e professores da doutrina sufista (Tasawwuf). O xeque Abu Bekr, do século XIX, é célebre no vale do Drá (a sua zauia é em Mhamid Ghuslan) e no Ocidente através dos seus encontros com os viajantes Friedrich Gerhard Rohlfs e Charles de Foucauld.
O edifício atual da zauia data data de 1869, quando foi reconstruído após ter sido destruído por um fogo. Os túmulos de oito marabutos atraem a visita de doentes de todas as partes de Marrocos, e alguns deles permanecem em Tamegroute durante meses e mesmo anos, na esperança de serem curados ou redimidos pela baraca de Nasiriyya.[carece de fontes?]

## Outras personalidades famosas ligadas e Tamegroute

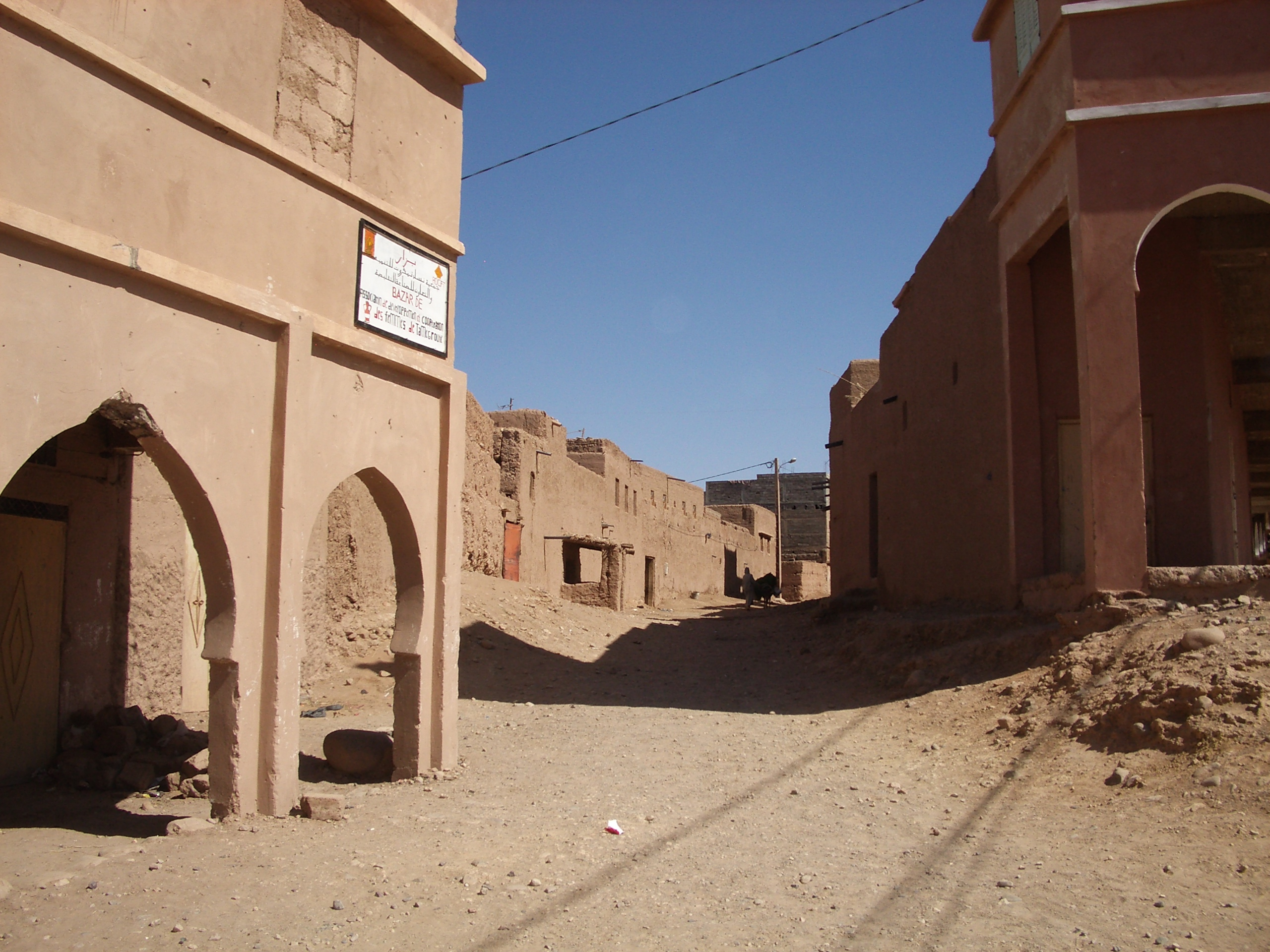
Rua do ksar (vila antiga) de Tamegroute

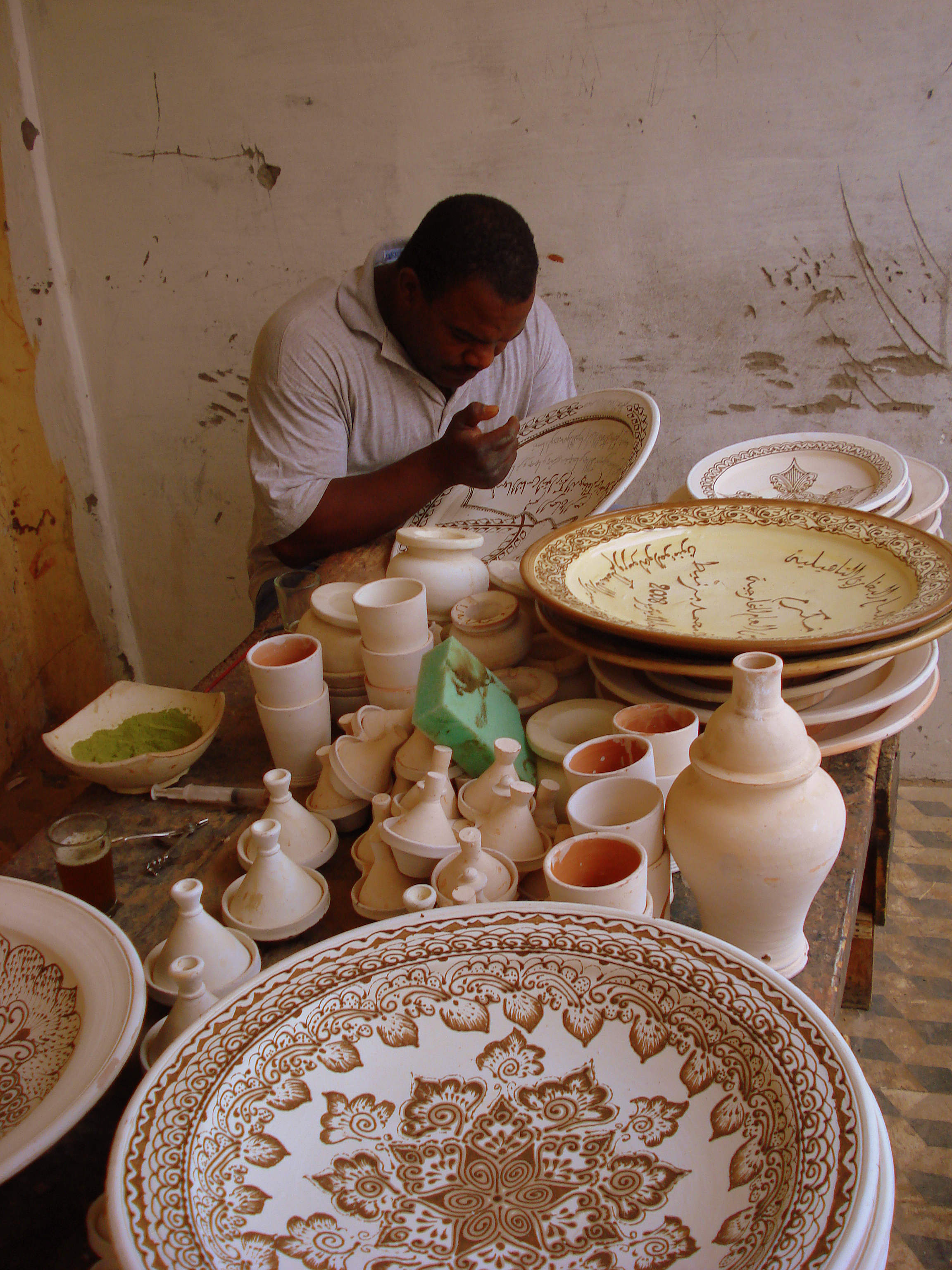
Olaria artesanal em Tamgroute

No século XVII, o famoso poeta de íngua tachelhit (chleuh ou shilha; berbere) Mohammed Awzal fundou um santuário em Tamegroute, onde escreveu a sua primeira obra em língua berbere, al-Hawd. A sua última obra, An-Nasiha ("O Conselho"), é uma ode elogiosa em honra de Sidi Ahmad ibn Muhammad ibn Nasir, o guia espiritual de Awzal e grão-mestre da ordem sufista Nasiriyya, que possivelmente foi inspirado como uma elegia fúnebre aquando da sua morte em 1717.
Outro habitante célebre de Tamegroute foi Ahmad al-Tijani, que foi membro da tariqa Nasiriyya antes de fundar a tariqa Tijaniyyah, atualmente espalhada um pouco por todo o mundo, especialmente em Marrocos, Mauritânia e na África Ocidental.
Tamegroute foi o local onde nasceu um dos oficiais mais importantes da corte saadiana no século XVI, o escritor e embaixador Alboácem Ali ibne Maomé Atamgruti, célebre principalmente pela rihla (diário de viagem) da sua viagem a Istambul em 1590-91 como emissário do sultão saadiano Amade Almançor.

## Cerâmica
Além da Zauia Naciria, Tamegroute é também conhecida pela sua cerâmica verde, fabricada por diversas olarias artesanais, muitas delas instaladas numa espécie de ruas subterrâneas, que produzem diversos tipos de objetos de barro, como panelas de tagine, pratos, tigelas, chávenas, telhas e ladrilhos, usando fornos aquecidos com palmeiras e pequenos troncos secos.
Os fundadores da irmandade religiosa Nasiriyya quiseram elevar o estatuto da aldeia de Tamegroute a "medina" (cidade), pelo que trouxeram mercadores e artesões de Fez, uma cidade com a qual Tamegroute tinha então boas relações. Apesar de Tamegroute ter voltado a ser uma aldeia, a cerâmica ainda é uma atividade importante. À parte de algumas sombras ocre, o vidrado verde é a cor predominante na cerâmica de Tamegroute. Talvez ainda mais do que acontece com os zellige (mosaico característico de Marrocos) de Fez, as técnicas ancestrais fazem com o o vidrado tenha infinitas variações.